# NHL 15
NHL 15 est un jeu vidéo de hockey sur glace développé par EA Canada et édité par EA Sports. NHL 15 est le 25e opus de la série NHL. C'est aussi la suite du jeu NHL 14. Patrice Bergeron des Bruins de Boston qui figure sur la couverture du jeu.

## Accueil
- GameSpot : 5/10[1]
- IGN : 7/10[2]